# Paracorophium excavatum
Paracorophium excavatum är en kräftdjursart som först beskrevs av Thomson 1884.  Paracorophium excavatum ingår i släktet Paracorophium och familjen Corophiidae. Inga underarter finns listade i Catalogue of Life.